# Vladimir Vlaisavljević
Vladimir Vlaisavljević, hrvaški general, * 28. junij 1917, † ?.

## Življenjepis
Leta 1941 se je pridružil NOVJ in leta 1943 je postal član KPJ. Med vojno je bil na poveljniških položajih tankovskih enot; nazadnje je bil namestnik poveljnika 1. tankovske brigade.
Po vojni je bil načelnik štaba tankovske divizije, načelnik štaba mehaniziranega korpusa, načelnik Šolskega centra oklepnih enot,...